# Novohomelske, Bobrîneț
Novohomelske (în ucraineană Новогомельське) este un sat în comuna Vasîlivka din raionul Bobrîneț, regiunea Kirovohrad, Ucraina.

## Demografie
Componența lingvistică a localității Novohomelske
     Ucraineană (99,02%)
     Alte limbi (0,49%)
Conform recensământului din 2001, majoritatea populației localității Novohomelske era vorbitoare de ucraineană (99,02%), existând în minoritate și vorbitori de alte limbi.